# Завоевание Ирландии Тюдорами
Завоевание (или отвоевание) Ирландии Тюдорами (англ. Tudor conquest (or reconquest) of Ireland) — процесс подчинения Ирландии английской короне при династии Тюдоров, которая занимала королевский престол в Англии в течение XVI века. После неудавшегося восстания против английской короны Шёлкового Томаса, графа Килдэра, в 1530-х годах, Генрих VIII Тюдор был провозглашен королем Ирландии в 1542 году статутом парламента Ирландии с целью восстановления такой центральной власти, которая была утрачена во всей стране в течение предыдущих двух столетий.
Чередуя примирение и репрессии, завоевание продолжалось шестьдесят лет, вплоть до 1603 года, когда вся страна перешла под номинальный контроль Якова I Стюарта, осуществлявшийся через его Тайный совет в Дублине. Этот контроль был усилен после Бегства графов в 1607 году.
Завоевание было осложнено введением английского права, языка и культуры, а также распространением англиканства как государственной религии. Испанская империя несколько раз вмешивалась в разгар англо-испанской войны, и ирландцы оказались зажатыми между их принятием папской власти и требованиями лояльности, которых требовала от них английская монархия.
После завершения завоевания государство гэльской Ирландии было в значительной степени разрушено, и испанцы больше не желали вмешиваться напрямую. Это оставило путь для обширной конфискации земель английскими, шотландскими и валлийскими колонистами, кульминацией которой стала колонизация Ольстера.

## Ситуация в Ирландии до Тюдоров
Ирландия в 1500 году была сформирована нормандским завоеванием, инициированным англо-нормандскими баронами в XII веке. Многие коренные гэльские ирландцы были изгнаны из различных частей страны (главным образом с востока и юго-востока) и заменены английскими крестьянами и рабочими. Большая территория на восточном побережье, простирающаяся от гор Уиклоу на юге до Дандолка на севере (охватывающая части современных графств Дублин, Лаут, Мит, Уэстмит, Килдэр, Оффали и Лиишь), стала известна как Пейл. Защищенный на большей части своей протяженности рвом и валом, Пейл был защищенной территорией, в которой преобладали английский язык и культура и где английское право было обеспечено правительством в Дублине.

## Ирландия в начале периода Тюдоров

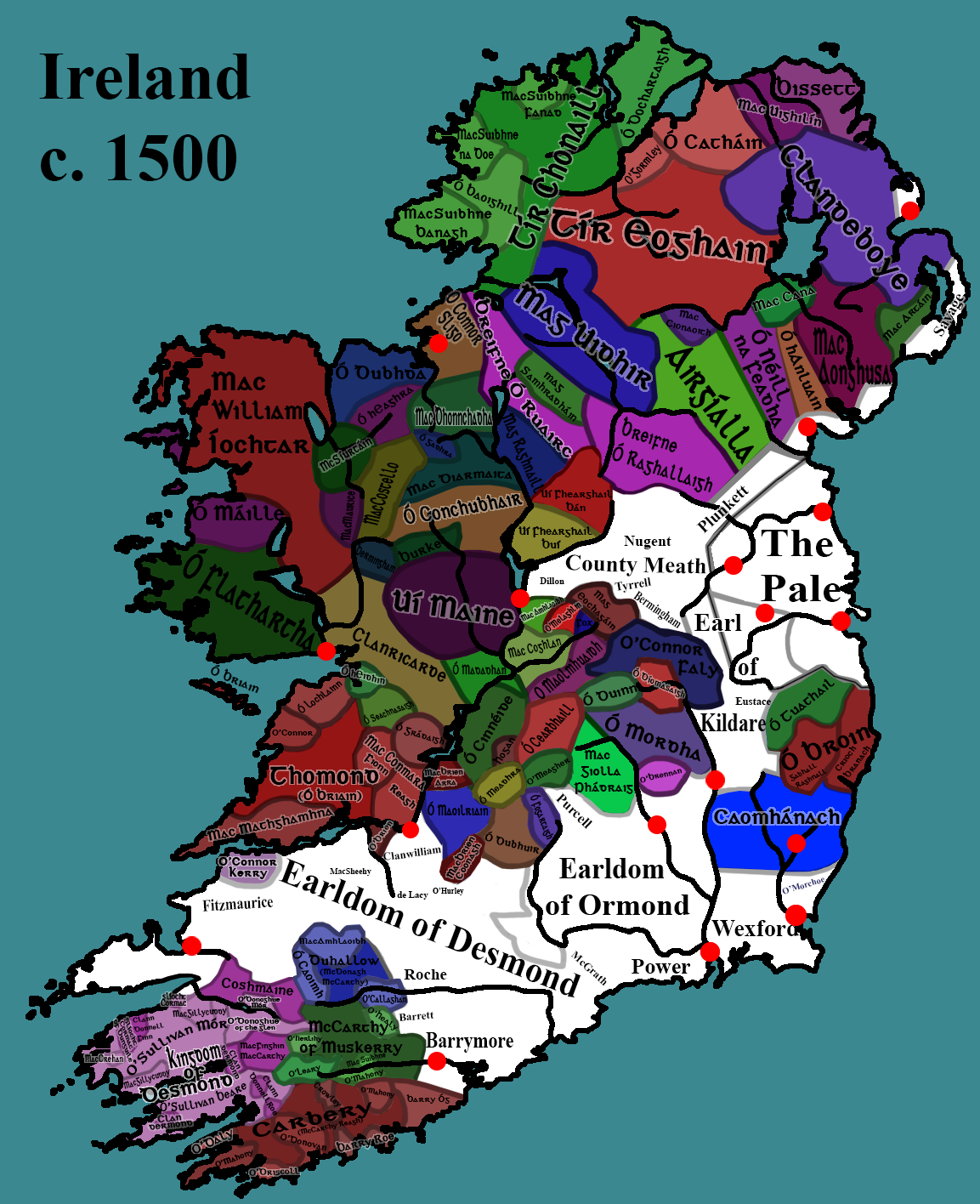
Ирландия в начале периода Тюдоров

Гэльские ирландцы по большей части находились вне английской юрисдикции, сохраняя свой собственный язык, социальную систему, обычаи и законы. Англичане называли их «ирландскими врагами Его Величества». С юридической точки зрения они никогда не признавались подданными короны. Ирландия формально не была королевством, а скорее лордством, этот титул был присвоен английским монархом после коронации. Рост влияния гэльского языка привел к принятию в 1366 году законов Килкенни, которые запрещали многие социальные практики, которые быстро развивались (например, смешанные браки, использование ирландского языка и ирландское платье). В XV веке Дублинское правительство оставалось слабым, главным образом из-за войн Алой и Белой Розы.
По ту сторону границы власть Дублинского правительства была слаба. Ирландско-нормандские лорды могли сами создавать себе поместья, но не заселять их английскими арендаторами. В результате в XIV—XV веках, после ирландского восстания, вторжения шотландцев, Черной смерти и отсутствия интереса со стороны лондонского правительства, территории, контролируемые этими лордами, достигли высокой степени независимости. Батлеры, Фицджеральды и Берки создали свои собственные вооруженные силы, ввели в действие свои собственные законы и приняли гэльский язык и культуру.
За пределами этих территорий большие участки земли, ранее находившиеся под властью английской короны, были захвачены возрождающимися гэльскими ирландцами, особенно в северных и центральных землях. Среди наиболее важных септов были О’Ниллы (Uí Néill) в центре Ольстера (Tír Eóghain), к западу от них О’Доннеллы (Ua Domnaill); О’Бирны (Ua Bróin) и О’Тулы (Ua Tuathail) в графстве Уиклоу; Каванахи (Ua Caomhánach) в графстве Уэксфорд; в Маккарти (Мак Cárthaigh) и О’Салливан (Ua Súilleabháin) в графстве Корк и графство Керри; и О’Брайен (Ó Briain) господство Томондов в графство Клэр.

## Генрих VIII

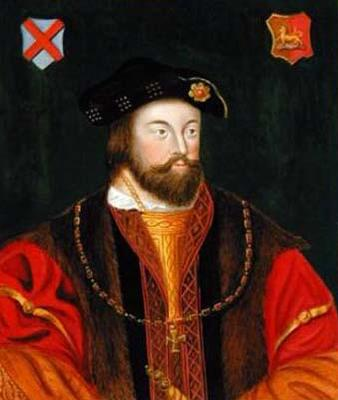
Шелковый Томас. Семья Фицджеральдов имела сильные Йоркистские симпатии, и он возглавил восстание в Килдэре против короля Генриха VIII из династии Тюдоров

К 1500 году английские монархи делегировали управление Ирландией самой могущественной из ирландской нормандских родов — Фицджеральдам из Килдэра, — чтобы сократить расходы на управление Ирландией и защитить Пейл. Лорд-наместник короля Ирландии был главой администрации, базирующейся в Дублинском замке, но не имел официального двора и имел ограниченную личную казну. В 1495 году в парламенте Пойнингса были приняты законы, которые навязывали английскому статуту лордство и ставили под угрозу независимость парламента Ирландии.
Глава семьи Фицджеральдов, графов Килдэр, занимал должность лорда-наместника Ирландии до 1534 года. Проблема заключалась в том, что дом Килдэров стал ненадежным для английского монарха, интригующего с йоркистскими претендентами на английский престол, подписывая частные договоры с иностранными державами и, наконец, взбунтовавшись после главы своих наследственных соперников, Батлеров из Ормонда, удостоились должности лорда-наместника. Реформация также привела к росту напряженности между Англией и Ирландией, поскольку протестантизм получил власть в Англии. Томас Фицджеральд, граф Килдэр, ревностный католик, предложил контроль над Ирландией как папе римскому, так и императору Священной Римской империи Карлу V. Английский король Генрих VIII подавил восстание, казнив вождя («Шёлковый Томас — Фицджеральд»), вместе с несколькими его дядьями, и заключил в тюрьму Джеральда, главу семьи. Но теперь королю пришлось искать замену Фицджеральдам, чтобы успокоить Ирландию. Требовалась новая экономически эффективная политика, которая защищала бы Пейл и гарантировала безопасность уязвимого западного фланга Англии от иностранного вторжения.
С помощью Томаса Кромвеля король Генрих VIII осуществил политику капитуляции и регентства. Это распространяло королевскую защиту на всю ирландскую элиту, независимо от этнической принадлежности; взамен вся страна должна была подчиняться закону центрального правительства; и все ирландские лорды должны были официально передать свои земли короне и получить их обратно по королевской хартии. Краеугольным камнем реформы стал закон, принятый ирландским парламентом в 1541 году, в соответствии с которым лордство было преобразовано в Королевство Ирландия. В целом, намерение состояло в том, чтобы ассимилировать гэльский и английский языки, а также развить лояльность гэльской знати к английской короне. С этой целью ирландским племенным вождям были пожалованы английские титулы и впервые допущены в ирландский парламент. Одним из наиболее важных было графство Тирон, которое было создано для династии Уи Нейл в 1542 году. В удачной фразе король подытожил свои усилия по реформированию как «политические дрейфы и любезные убеждения».
На практике лорды по всей Ирландии приняли свои новые привилегии, но продолжали вести себя так же, как и раньше. Для ирландских лордов английский монарх был всего лишь еще одним сюзереном, подобным тому, что встречается в гэльской системе. Однако именно усилившееся посягательство Тюдоров на ирландскую местную автономию в результате создания централизованного государства привело к прямому конфликту английской системы с гэльской. Религиозная реформация Генриха — хотя и не столь основательная, как в Англии, — вызвала беспокойство. Английский лорд-наместник, Энтони Сент-Леджер, в значительной степени смог откупиться от оппозиции, предоставив ирландской знати земли, конфискованные у монастырей.

## Трудности

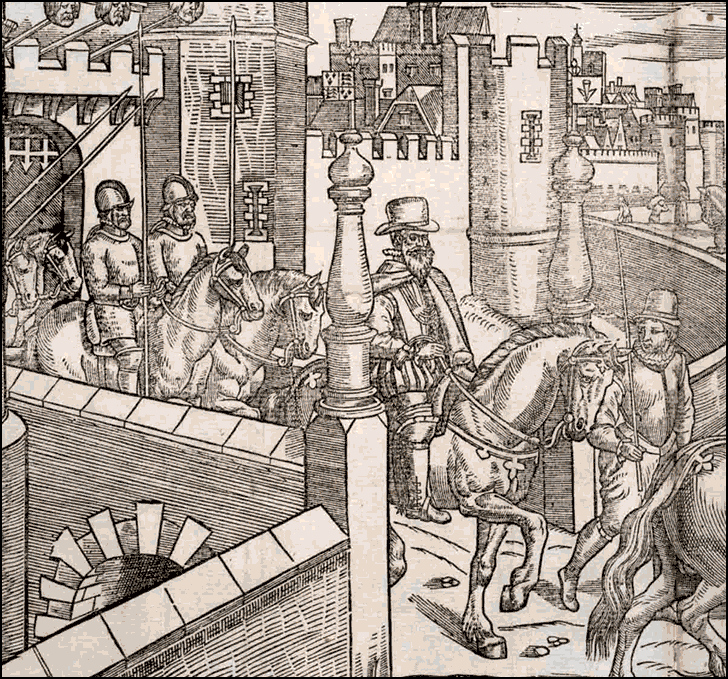
Генри Сидни, лорд-наместник Ирландии при королеве Елизавете I, отправляется из Дублинского замка, автор Джон Деррик (Лондон, 1581 год)

После смерти короля Англии Генриха VIII Тюдора сменявшие друг друга лорды-наместники Ирландии обнаружили, что фактически установить власть центрального правительства было гораздо труднее, чем просто обеспечить клятву верности ирландских лордов. Последовательные восстания вспыхнули, первое в Лейнстере в 1550-х годах, когда кланы О’Мур и О’Коннор были вытеснены, чтобы освободить место для колонизации графства королевы и графства короля (названного в честь Марии I Английской и Филиппа II Испанского; современные графства Лиишь и Оффали). В 1560-х годах попытки англичан вмешаться в спор о престолонаследии внутри клана О’Нил вызвали длительную войну между Томасом Рэдклиффом (лордом-наместником Ирландии) и Шейном О’Нилом. Ирландские лорды продолжали вести частные войны друг с другом, игнорируя Дублинское правительство и его законы. Двумя примерами этого были битва при Аффейне в 1565 году, сражавшаяся между династиями Ормондов и Десмондов, и битва при Фарсетморе в 1567 году, сражавшаяся между О’Доннеллами и О’Ниллами. В других местах такие кланы, как О’Бирны и О’Тулы, продолжали совершать набеги на Пейл, как они всегда это делали. Самое серьезное насилие произошло в Манстере в 1560—1580-х годах, когда Фицджеральды Десмонда начали восстание Десмондов, чтобы предотвратить прямое английское влияние на их территорию. После особенно жестокой кампании, в ходе которой погибло до трети населения провинции, восстание было окончательно прекращено, когда в 1583 году был убит граф Десмонд.
Существовало две основные причины хронического насилия, которое преследовало центральное правительство в Ирландии. Во-первых, некоторые агрессивные действия английских администраторов и солдат. Во многих случаях гарнизоны или «сенешали» пренебрегали законом и убивали местных вождей и лордов, а иногда захватывали принадлежащие туземцам земли. Второй причиной насилия была несовместимость гэльского ирландского общества с английским правом и центральным правительством. В ирландском обычае Брегонского закона глава септа или клана избирался из небольшой знатной родословной группы, называемой дербфайн. Это часто приводило к насилию между соперничающими кандидатами. Однако в соответствии с установлением короля Генриха VIII наследование осуществлялось, как это было принято в Англии, путем наследования первородного сына, или первородства, что должно было привести к уменьшению числа споров о наследовании, но также и к все большему сокращению распределения земельного богатства. Введение этого закона вынудило англичан принять чью-либо сторону в ожесточенных спорах внутри ирландских лордств. Наконец, важные слои ирландского общества были кровно заинтересованы в противодействии английскому присутствию. К ним относились наёмники или галлогласы, а также ирландские поэты — они столкнулись с тем, что их источник дохода и статус были отменены в управляемой англичанами Ирландии.

## Решения
При королевах Англии Марии I и Елизавете I англичане в Ирландии пытались решить ряд проблем, чтобы умиротворить страну. В первой такой инициативе использовалось военное правительство, в результате чего в районах, охваченных насилием, таких как горы Уиклоу, было размещено небольшое количество английских войск под командованием командиров, называемых сенешалями. Сенешалю были даны полномочия военного положения, что позволяло казнить без суда присяжных. За каждого человека, находящегося в сфере власти сенешаля, должен был поручиться местный лорд — «люди без хозяина» могли быть убиты. Таким образом, можно было надеяться, что ирландские лорды предотвратят набеги своих собственных последователей. Однако на практике это просто вызывало недовольство местных ирландских племенных вождей.
Провал этой политики побудил англичан искать более долгосрочные решения для умиротворения и англицизации Ирландии. Одним из них была композиция, где частные вооруженные силы были упразднены, а провинции оккупированы английскими войсками под командованием губернаторов, титулованных лордов-президентов. В свою очередь, могущественные ирландские септы и лорды были освобождены от налогов и имели право на получение арендной платы от подчиненных семей и их арендаторов, установленных законом. Введение этого поселения было отмечено жестоким насилием, особенно в Коннахте, где Макуильямы Берки вел местную войну против лорда-президента английской провинции сэра Ричарда Бингэма и его подчиненного Николаса Малби. В Манстере вмешательство лорда-президента было одной из главных причин восстания Десмондов. Однако этот метод оказался успешным в некоторых областях, особенно в Томонде, где его поддерживала правящая династия О’Брайенов. Композиция слилась в политику капитуляции и регранта.
Вторым долгосрочным решением были плантации, на которых должны были селиться люди из Англии, которые должны были привнести английский язык и культуру, оставаясь при этом верными английской короне. Плантации были начаты в 1550-х годах в графствах Лиишь и Оффали, первое из которых было объявлено королевой Марией «Графством Королевы», а затем снова в 1570-х годах в Антриме, оба раза с ограниченным успехом. В 1590-х годах, после восстания Десмондов, часть Манстера была заселена англичанами, но проект был половинчатым и столкнулся с юридическими трудностями, когда ирландские землевладельцы решили подать в суд. Самый крупный земельный надел был предоставлен сэру Уолтеру Рэли, но он так и не добился успеха и продал его сэру Ричарду Бойлу, который позже стал графом Корком и самым богатым подданным ранних монархов Стюартов.
После нейтрального периода с 1558 по 1570 год папа римский Пий V объявил королеву Англии Елизавету Тюдор еретичкой в своей папской булле Regnans in Excelsis 1570 года. Это еще больше осложнило завоевание, так как её власть была отвергнута, а её чиновники считались правоверными римскими католиками, которые действовали незаконно. Большинство ирландцев всех рангов оставались католиками, и Булла дала протестантским администраторам новый повод ускорить завоевание. Второму восстанию Десмондов, с 1579 по 1583 год, помогали сотни папских войск. Религия стала новым признаком лояльности к английской администрации.
Перспектива конфискации земель еще больше оттолкнула ирландцев. Но это отчуждение не ограничивалось гэльскими ирландцами: тех, кто заявлял о своем происхождении от первых англо-нормандских завоевателей при короле Генрихе II Плантагенете, все чаще называли «старыми англичанами», чтобы отличить их от многих администраторов, капитанов и плантаторов (новых англичан), которые прибывали в Ирландию. И именно среди этой старой английской общины набирала силу горячая приверженность католицизму.

## Кризис

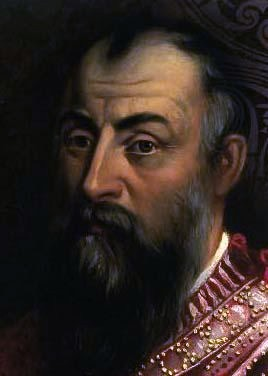
Хью О’Нилл, 2-й граф Тирон

Кризисный момент завоевания Ирландии наступил, когда английские власти попытались распространить свою власть на Ольстер и на Хью О’Нила, самого могущественного ирландского лорда в Ирландии. Хотя поначалу казалось, что он поддерживает английскую корону, Хью О’Нил вступил в войну в Фермане и Северном Коннахте, послав войска на помощь лорду Ферманы. Это отвлекало английскую корону военными кампаниями на западе, в то время как граф Тирон укреплял свою власть в Ольстере. Хью О’Нил открыто порвал с короной в феврале 1595 года, когда его войска взяли и разрушили форт Блэкуотер на границе графств Арма и Тирон. Хью О’Нил сосредоточил свои действия в Ольстере и вдоль его границ, пока испанские обещания помощи в 1596 году не привели его к распространению конфликта на остальную Ирландию. То, что было войной за региональную автономию, стало войной за контроль над Ирландией. Победа ирландцев в битве у Желтого брода, крах колонизации в Манстере, за которым последовал мрачный вице-король Роберт Деверё, 2-й граф Эссекс, привел власть английской короны в Ирландии к краху.
В более широком европейском смысле это была часть англо-испанской войны, которая продолжалась с 1585 по 1604 год. Нейл заручился поддержкой лордов по всей Ирландии, но его самая значительная международная поддержка исходила от испанцев, чей король, Филипп III, послал экспедиционный корпус только для того, чтобы он сдался после зимней осады в битве при Кинсейле в 1601 году. За пределами Кинсейла собственная армия Хью О’Нила потерпела поражение. В начале 1603 года война закончилась, и после этого власть английской короны постепенно установилась по всей Ирландии. С Хью О’Нилом и его союзниками обошлись относительно щедро, учитывая стоимость восстания, и им вернули их титулы и большую часть земель. Не в силах жить в более стесненных условиях, они покинули Ирландию в 1607 году во время так называемого Бегства графов, их земли в Ольстере были конфискованы, и после этого большое количество людей со всей Британии было поощрено переселиться туда на плантации Ольстера.
По мере того как политика колонизации распространялась на отдаленные районы, включая Слайго, Ферману и Монаган, английская оккупация Ирландии становилась все более милитаристской. Контрреформация создала антипротестантскую среду среди местного населения, которая препятствовала английскому влиянию и привела к массовому восстанию, закончившемуся в 1603 году. Становилось все более очевидным, что единственной прибылью от недавнего порабощения Ирландии была земля, которую она давала. Десятки тысяч протестантов, главным образом шотландцев, эмигрировали в Антрим и Ольстер, заменив собой ирландцев.

## Результаты
Первым и наиболее важным результатом завоевания было разоружение коренных ирландских лордов и установление центрального правительственного контроля над всем островом. Ирландская культура, право и язык были заменены. Многие ирландские лорды потеряли свои земли и наследственную власть. Тысячи английских, шотландских и валлийских поселенцев были введены в Ирландию, и отправление правосудия осуществлялось в соответствии с английским общим правом и статутами парламента Ирландии.
По мере развития XVI века религиозный вопрос приобретал все большее значение. Мятежники, такие как Джеймс Фицморис Фицджеральд и Хью О’Нил, искали и получали помощь от католических держав в Европе, оправдывая свои действия религиозными мотивами. Однако община Пейла и многие ирландские лорды не считали их истинно религиозными мотивами. В новом столетии страна станет поляризованной между католиками и протестантами, особенно после высадки большого английского населения в Ирландии и шотландских пресвитериан в Ольстере.
При Якове I Стюарте католики были отстранены от всех государственных должностей после того, как в 1605 году был раскрыт Пороховой заговор. Гэльские ирландцы и старые англичане все чаще определяли себя католиками в противовес протестантским новым англичанам. Однако коренные ирландцы (как гэльские, так и староанглийские) оставались большинством землевладельцев в стране вплоть до Ирландского восстания 1641 года. К концу последовавшего за этим Кромвелевского завоевания Ирландии в 1650-х годах «новые английские» протестанты доминировали в стране, а после Славной революции 1688 года их потомки образовали протестантское господство.